# Heliophanus agricola
Heliophanus agricola là một loài nhện trong họ Salticidae.
Loài này thuộc chi Heliophanus. Heliophanus agricola được Wanda Wesołowska miêu tả năm 1986.